# Leșu
Leșu is een Roemeense gemeente in het district Bistrița-Năsăud.
Leșu telt 3019 inwoners.